# Microgale jenkinsae
Espèce
Répartition géographique
Statut de conservation UICN

 EN B1ab(iii) : En danger
Microgale jenkinsae est une espèce de petits mammifères insectivores de la famille des Tenrecidae. Cette musaraigne est endémique de Madagascar.

## Étymologie
Son nom spécifique, jenkinsae, lui a été donné en l'honneur de Paulina D. Jenkins pour sa contribution à la connaissance des Tenrecidae.

## Publication originale
(en) Steven M. Goodman et Voahangy Soarimalala, « A New Species Of Microgale (Lipotyphla : Tenrecidae : Oryzorictinae) From The Foret Des Mikea Of Southwestern Madagascar », Proceedings of the Biological Society of Washington, vol. 117, no 3,‎ 2004, p. 251-265 (lire en ligne, consulté le 19 mars 2019).